# Избори за заступнике у Хрватски сабор 2003.
Избори за заступнике у Хрватски сабор 2003. одржани 23. новембра 2003. године су пети парламентарни избори у Хрватској.
Изборе је победила Хрватска демократска заједница која се вратила на власт после пораза на изборима 2000. Лидер ХДЗ-а Иво Санадер је постао нови премијер.

## Резултати
| Хрватска демократска заједница                                         | Хрватска демократска заједница                | 840.692   | 33,9   | 66  |  |  |  |
| СДП-ИДС-ЛИБРА-ЛС                                                       | Социјалдемократска партија Хрватске           | 560.593   | 22,6   | 34  |  |  |  |
| СДП-ИДС-ЛИБРА-ЛС                                                       | Истарски демократски сабор                    | 560.593   | 22,6   | 4   |  |  |  |
| СДП-ИДС-ЛИБРА-ЛС                                                       | ЛИБРА - Странка либералних демократа          | 560.593   | 22,6   | 3   |  |  |  |
| СДП-ИДС-ЛИБРА-ЛС                                                       | Либерална странка                             | 560.593   | 22,6   | 2   |  |  |  |
| Хрватска народна странка-ПГС-СБХС                                      | Хрватска народна странка-ПГС-СБХС             | 198.781   | 8,0    | 11  |  |  |  |
| Хрватска сељачка странка                                               | Хрватска сељачка странка                      | 177.359   | 7,2    | 10  |  |  |  |
| Хрватска странка права-ЗДС-МС                                          | Хрватска странка права-ЗДС-МС                 | 157.987   | 6,4    | 8   |  |  |  |
| ХСЛС-ДЦ                                                                | Хрватска социјално-либерална странка          | 100.335   | 4,0    | 2   |  |  |  |
| ХСЛС-ДЦ                                                                | Демократски центар                            | 100.335   | 4,0    | 1   |  |  |  |
| Хрватска странка умировљеника                                          | Хрватска странка умировљеника                 | 98.537    | 4,0    | 3   |  |  |  |
| Самостална демократска српска странка ()                               | Самостална демократска српска странка ()      | -         | -      | 3   |  |  |  |
| Хрватска демократска сељачка странка-ХДЦ-ДПЗС                          | Хрватска демократска сељачка странка-ХДЦ-ДПЗС | 24.872    | 1,0    | 1   |  |  |  |
| Демократска заједница Мађара Хрватске ()                               | Демократска заједница Мађара Хрватске ()      | -         | -      | 1   |  |  |  |
| Немачка народна заједница ()                                           | Немачка народна заједница ()                  | -         | -      | 1   |  |  |  |
| Странка демократске акције Хрватске ()                                 | Странка демократске акције Хрватске ()        | -         | -      | 1   |  |  |  |
| Независни кандидати                                                    | Независни кандидати                           |           |        | 4   |  |  |  |
| Укупно (излазност 61,7%)                                               | Укупно (излазност 61,7%)                      | 2.478.967 | 100,00 | 151 |  |  |  |
| Неважећи                                                               | Неважећи                                      | 41.041    |        |     |  |  |  |
| Гласачи                                                                | Гласачи                                       | 2.520.008 |        |     |  |  |  |
| Регистровани бирачи                                                    | Регистровани бирачи                           | 4.087.553 |        |     |  |  |  |
| Извор: Државна изборна комисија (Državno izborno povjerenstvo) и ИФЕС. |                                               |           |        |     |  |  |  |